# Arcidiocesi di Lublino

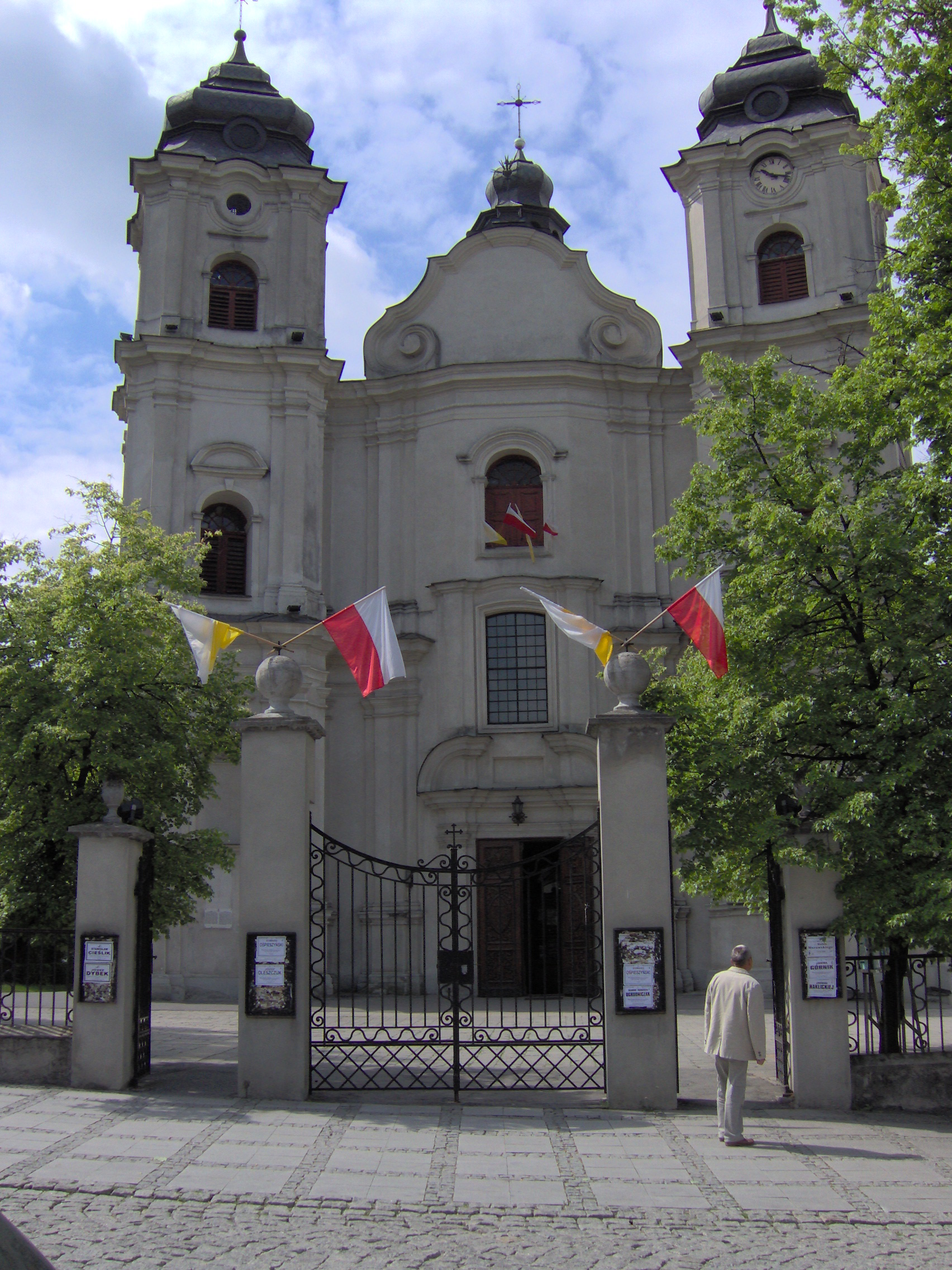
La chiesa dei Santi Apostoli di Chełm, che fu cattedrale della diocesi dal 1664 al 1773.

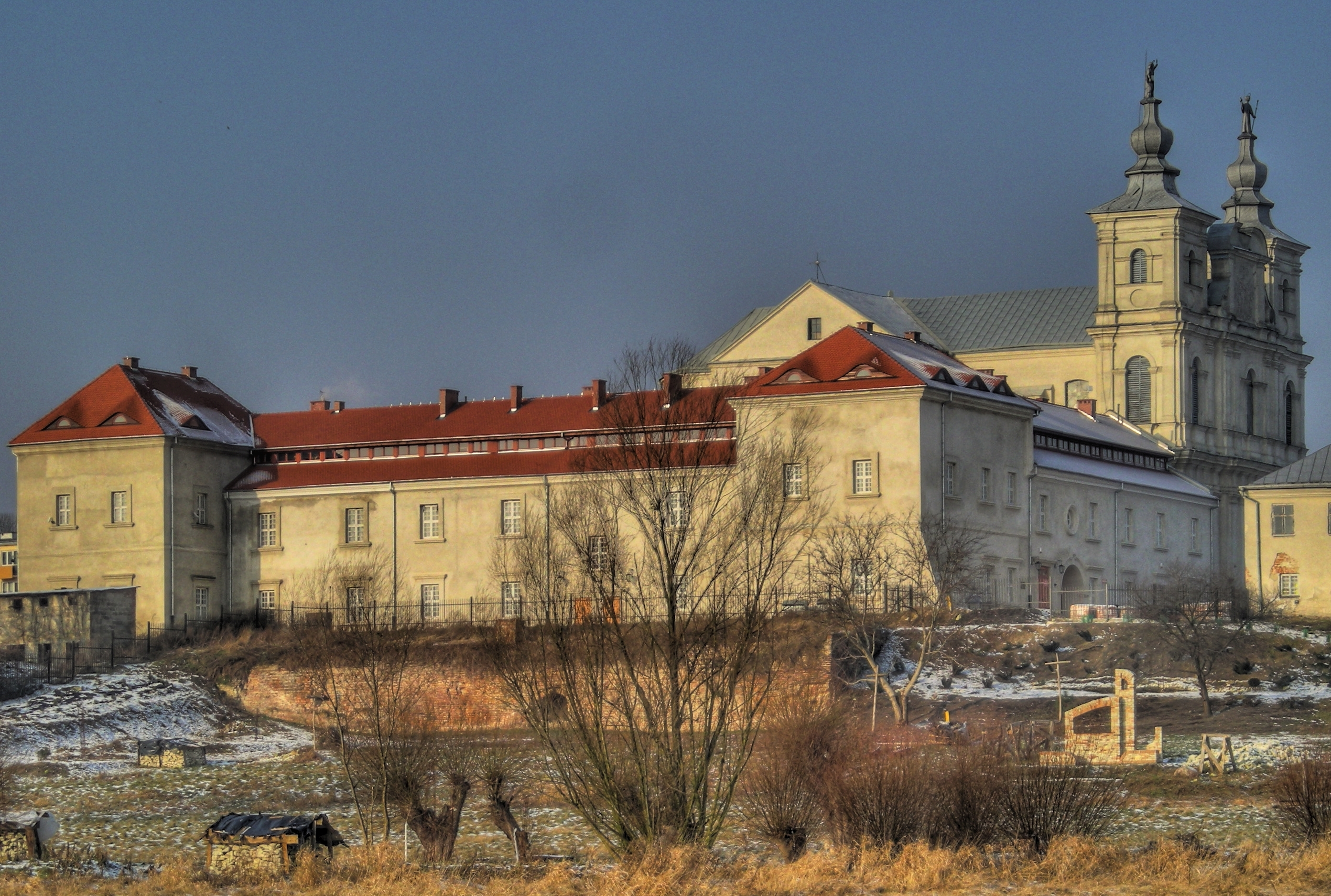
Il complesso dei gesuiti di Krasnystaw; la chiesa di San Francesco Saverio fu cattedrale della diocesi di Chełm dal 1773 al 1805.

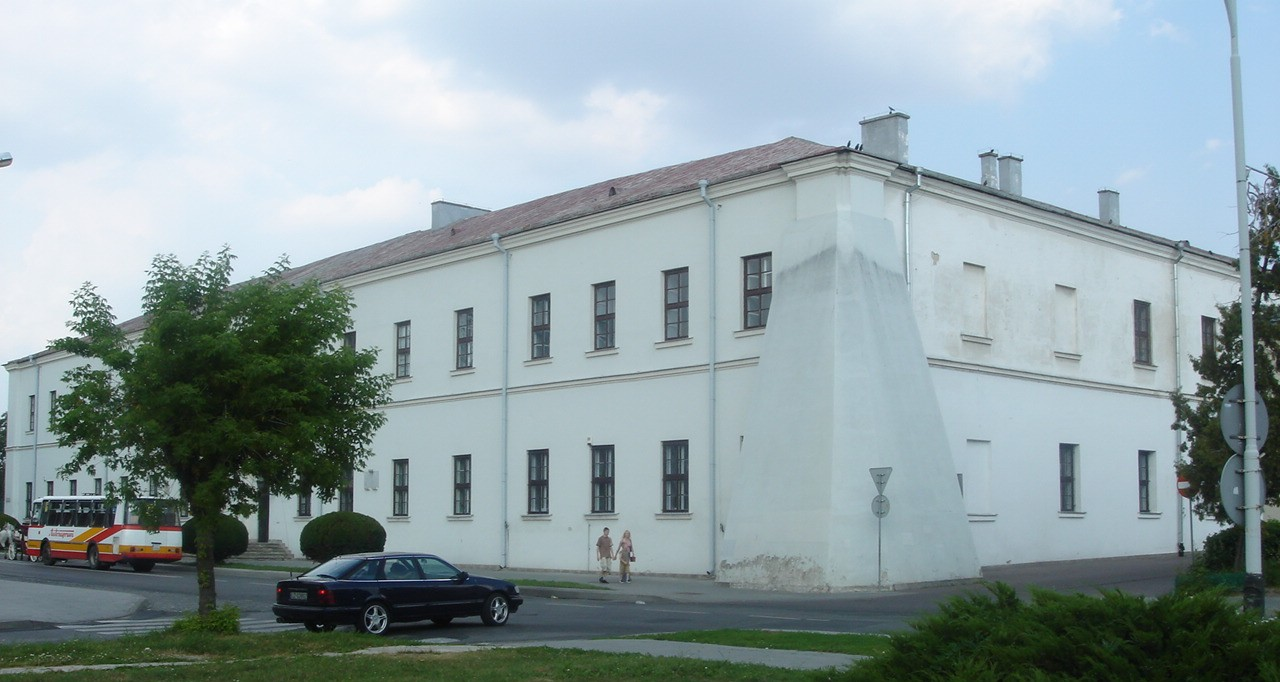
L'accademia di Zamość, fondata nel 1600, che servì anche da primo seminario della diocesi di Chełm.

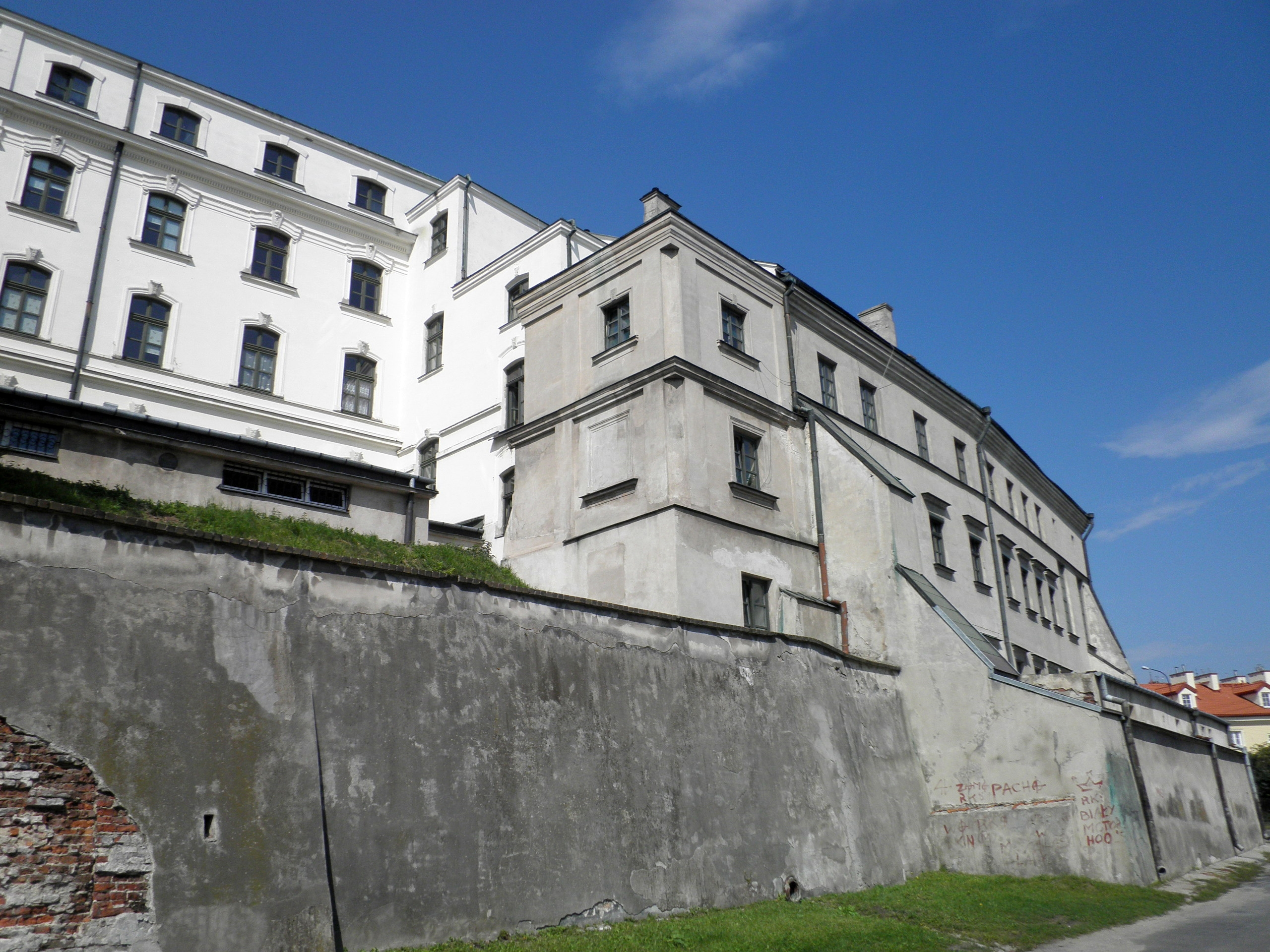
Il seminario arcivescovile di Lublino.

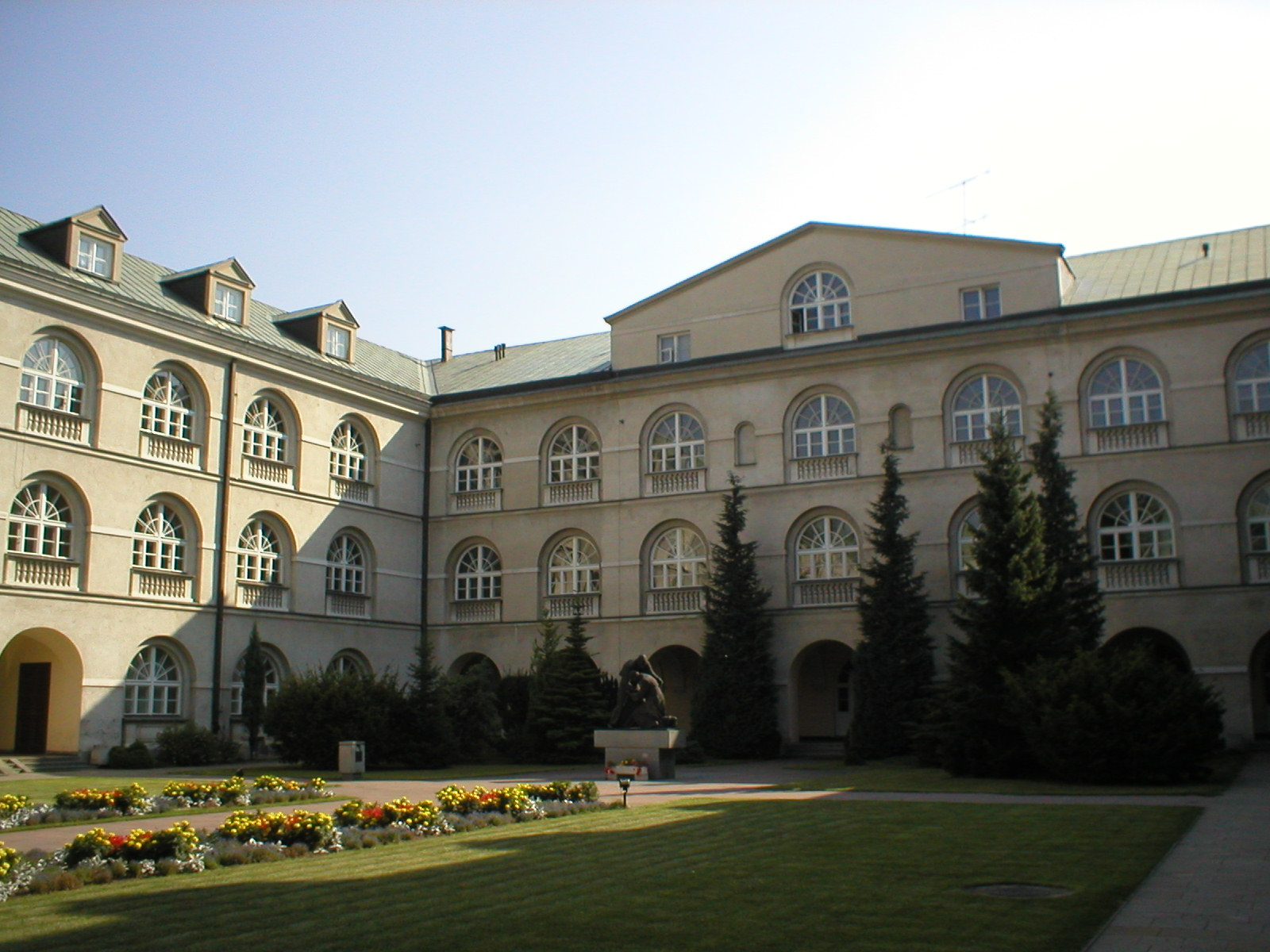
L'università cattolica Giovanni Paolo II di Lublino.

L'arcidiocesi di Lublino (in latino Archidioecesis Lublinensis) è una sede metropolitana della Chiesa cattolica in Polonia. Nel 2021 contava 1.049.858 battezzati su 1.103.486 abitanti. È retta dall'arcivescovo Stanisław Budzik.

## Territorio
L'arcidiocesi comprende la parte centrale del voivodato di Lublino, in Polonia.
Sede arcivescovile è la città di Lublino, dove si trova la cattedrale dei Santi Giovanni Battista e Giovanni Evangelista. Nell'arcidiocesi sorgono anche 4 basiliche minori: la basilica della Natività della Beata Vergine Maria a Chełm; la basilica di Sant'Anna a Lubartów; la basilica di San Stanislao a Lublino; e la basilica di Sant'Adalberto di Praga a Wąwolnica.
Il territorio si estende su 9.108 km² ed è suddiviso in 27 decanati e in 271 parrocchie.

## Provincia ecclesiastica
La provincia ecclesiastica di Lublino, istituita nel 1992, comprende le seguenti suffraganee:
- diocesi di Sandomierz;
- diocesi di Siedlce.

## Storia
Le origini della diocesi di Chełm sono legate ad un'antica diocesi medievale istituita a Łuków, a 100 km circa a nord-ovest di Chełm, come pied-à-terre della missione di evangelizzazione della tribù lituana dei Jadvinghi. È noto infatti il vescovo missionario Enrico, domenicano, nominato dal legato Alberto nel 1248. Una lettera di papa Innocenzo IV del 13 luglio 1254 autorizzò la separazione di Łuków dalla diocesi di Cracovia per la creazione di una nuova diocesi; è probabile che il vescovo Bartolomeo, francescano, sia stato designato per questa sede il 1º febbraio 1257.
C'è una lacuna di oltre un secolo tra la nomina di Bartolomeo e quella del primo vescovo noto di Chełm, Tomasz da Sienno, ausiliare di Cracovia, nominato nel 1358 e confermato dal papa l'anno successivo. Tuttavia la diocesi ebbe una stabile consistenza solo dopo che Ladislao II di Polonia la dotò di terre, attribuendole al contempo chiari confini e istituendo il capitolo dei canonici (1429). Con Jan Biskupiec i vescovi di Chełm erano membri di diritto del senato polacco, di cui occupavano il decimo posto nell'ordine gerarchico.
Originariamente la diocesi era suffraganea dell'arcidiocesi di Gniezno, ma già nel 1377 entrò a far parte della provincia ecclesiastica di Halyč, la cui sede dal 1412/1414 fu traslata a Leopoli.
Il 17 ottobre 1424 papa Martino V attribuì alla diocesi di Chełm il territorio del distretto di Lublino, in precedenza soggetto alla diocesi di Cracovia (oggi arcidiocesi), ma per la resistenza del vescovo di Cracovia, il vescovo di Chełm rinunciò all'ampliamento territoriale.
Sembra che nel corso del XV secolo, i vescovi di Chełm non ebbero una stabile residenza: si trovano infatti a Hrubieszów nel 1473 e a Krasnystaw nel 1490; in questa città ebbero la loro sede episcopale fino al 1664 e poi ancora dal 1773 al 1805, periodo in cui fu cattedrale della diocesi la chiesa di San Francesco Saverio; dal 1664 al 1773 sede della diocesi fu l'antica città episcopale di Chełm, dove fungeva da cattedrale la chiesa dei Santi Apostoli. Nel XVIII secolo, sede residenziale dei vescovi era il castello di Skierbieszów, di cui oggi non resta quasi più nulla.
Nel corso del XVI secolo si succedettero sulla cattedra episcopale oltre 15 vescovi e altri 26 governarono nei due secoli successivi, con pontificati di breve durata. Questa situazione era giustificata dalla estrema povertà della mensa vescovile e dal fatto che la sede di Chełm divenne col tempo solo una diocesi di passaggio per aspirare a posti migliori; così quattro vescovi di Chełm arrivarono più tardi ad occupare la sede primaziale di Gniezno e cinque quella altrettanto importante di Cracovia; la stessa cronotassi dei vescovi di Chełm mostra come pochissimi furono i vescovi che morirono in sede.
Nel 1600 fu fondata l'accademia di Zamość, una delle più importanti della Polonia, soprattutto nella formazione del clero. Sono noti quattro sinodi diocesani in epoca tridentina, celebrati nel 1606, 1624, 1694 e 1717. A quest'ultimo sinodo prese parte anche il vescovo greco-cattolico di Chełm, Józef Lewicki, con il suo clero; tra le decisioni che vi furono prese ci fu quella della fondazione del seminario diocesano a Krasnystaw, che sostituì nella formazione dei preti l'accademia di Zamość, e che in seguito fu trasferito a Chełm e poi a Lublino, dove esiste tuttora.
In seguito alla prima spartizione della Polonia (1772), i decanati meridionali della diocesi si trovarono a far parte dell'impero austriaco e furono annessi alla diocesi di Przemyśl (oggi arcidiocesi). Tuttavia l'8 agosto 1790 acquisì larghe porzioni di territorio dalla diocesi di Cracovia, comprensivi delle città di Lublino e di Kielce, e contestualmente assunse il nome di diocesi di Chełm e Lublino.
Prima del 1772 la diocesi comprendeva 88 parrocchie, suddivise in 10 decanati ed un totale di circa 82.000 fedeli. Dopo il 1790 il territorio diocesano aumentò notevolmente: le parrocchie salirono a 153, suddivise in 12 decanati per un totale di circa 400.000 fedeli.
In seguito alla terza spartizione della Polonia (1795), la parte orientale della diocesi entrò a far parte dell'impero russo e nel 1798 venne incorporata nella diocesi di Luc'k. La sede episcopale e la cattedrale di Krasnystaw si trovavano oramai ai margini orientali della diocesi. Il 13 giugno 1805 la metà occidentale del territorio diocesano, sulla riva sinistra della Vistola, venne ceduta a vantaggio dell'erezione della diocesi di Kielce (dove fu trasferito il capitolo dei canonici di Tarnów). Il 22 settembre dello stesso anno, in forza della bolla Quemadmodum Romanorum Pontificum di papa Pio VII, la sede episcopale venne traslata a Lublino e la diocesi cambiò il nome in "diocesi di Lublino".
Il 30 giugno 1818, con la bolla Ex imposita nobis di papa Pio VII, cedette una porzione di territorio a vantaggio dell'erezione della diocesi di Janów o Podlachia. Contestualmente, la diocesi fu resa suffraganea dell'arcidiocesi di Varsavia e i suoi confini furono fatti coincidere con quelli del voivodato di Lublino, uno degli 8 voivodati, in cui era suddiviso il Regno del Congresso. 
Nel 1882 i vescovi di Lublino divennero amministratori apostolici della diocesi di Janów o Podlachia, fino al 1918.
La bolla Vixdum Poloniae unitas di papa Pio XI del 28 ottobre 1925, con cui furono riorganizzate le diocesi della Polonia, apportò lievi modifiche alla sede di Lublino, che perse una parrocchie a vantaggio della diocesi di Janów o Podlachia, e dalla quale ricevette 5 parrocchie.
Nel 1926 la diocesi comprendeva 21 decanati e 211 parrocchie, con 343 sacerdoti diocesani e 23 religiosi, e una popolazione cattolica di poco inferiore al milione di fedeli.
Il 25 marzo 1992, nell'ambito della riorganizzazione delle diocesi polacche voluta da papa Giovanni Paolo II con la bolla Totus tuus Poloniae populus, la diocesi ha subito alcune modifiche territoriali: una parte del territorio è stata ceduta a vantaggio dell'erezione della diocesi di Zamość-Lubaczów, mentre altre porzioni di territorio sono state scambiate con la diocesi di Sandomierz. Contestualmente Lublino è stata elevata al rango di arcidiocesi metropolitana, con le attuali diocesi suffraganee.
Nel 2009 è stata istituita la sede titolare di Chełm, a ricordo dell'antica sede vescovile.

## Cronotassi dei vescovi
Si omettono i periodi di sede vacante non superiori ai 2 anni o non storicamente accertati.
- Tomasz da Sienno, O.F.M. † (20 maggio 1359 - 1365 deceduto)
- Stefan da Leopoli, O.P. † (1380 - 1416 deceduto)
- Jan Biskupiec, O.P. † (prima del 1º maggio 1417 - 22 aprile 1452 deceduto)
- Jan Tarnowski † (18 agosto 1452 - 17 aprile 1462 deceduto)
- Paweł z Grabowa † (14 giugno 1463 - 18 febbraio 1479 deceduto)
- Jan Kaźmierski † (6 marzo 1480 - 10 maggio 1484 nominato vescovo di Przemyśl)
- Jan z Targowiska † (14 maggio 1484 - 26 maggio 1486 nominato vescovo di Przemyśl)
- Maciej ze Starej Łomży † (14 marzo 1490 - prima del 12 settembre 1505 deceduto)
- Mikołaj Kościelecki † (14 novembre 1505 - 4 maggio 1518 deceduto)
- Jakub Buczacki † (5 novembre 1518 - 29 luglio 1538 nominato vescovo di Płock)
- Sebastian Branicki † (29 luglio 1538 - 9 marzo 1539 nominato vescovo di Poznań)
- Samuel Maciejowski † (17 ottobre 1539 - 22 agosto 1541 nominato vescovo di Płock)
- Mikołaj Dzierzgowski † (31 maggio 1542 - 30 marzo 1543 nominato vescovo di Cuiavia)
- Jan Dzieduski † (30 marzo 1543 - 8 giugno 1545 nominato vescovo di Przemyśl)
- Andrzej Zebrzydowski  † (8 giugno 1545 - 19 febbraio 1546 nominato vescovo di Cuiavia)
- Jan Drohojowski † (19 febbraio 1546 - 25 settembre 1551 nominato vescovo di Cuiavia)
- Jakub Uchański † (18 novembre 1551 - 2 giugno 1561 nominato vescovo di Cuiavia)
- Mikołaj Wolski † (2 giugno 1561 - 31 agosto 1562 nominato vescovo di Cuiavia)
- Wojciech Staroźrebski Sobiejuski † (6 novembre 1562 - 11 dicembre 1577 nominato vescovo di Przemyśl)
- Adam Pilchowski † (16 giugno 1578 - 1585 deceduto)
  - Sede vacante (1585-1590)
- Wawrzyniec Goślicki † (22 gennaio 1590 - 10 maggio 1591 nominato vescovo di Przemyśl)
- Stanisław Gomoliński † (31 luglio 1591 - 30 agosto 1600 nominato vescovo di Luc'k)
- Jerzy Zamoyski † (19 febbraio 1601 - 4 gennaio 1621 deceduto)
- Maciej Łubieński † (17 maggio 1621 - 14 aprile 1627 nominato vescovo di Poznań)
- Remigiusz Koniecpolski † (17 maggio 1627 - 26 ottobre 1640 deceduto)
- Paweł Piasecki † (27 novembre 1641 - 28 novembre 1644 nominato vescovo di Przemyśl)
- Stanisław Pstrokoński † (prima del 22 dicembre 1644 - 17 giugno 1657 deceduto)
- Tomasz Leżeński † (1º aprile 1658 - 5 settembre 1667 nominato vescovo di Luc'k)
- Jan Różycki † (14 novembre 1667 - 4 giugno 1669 deceduto)
- Krzysztof Jan Żegocki † (30 giugno 1670 - 11 agosto 1673 deceduto)
- Stanisław Kazimierz Dąmbski † (18 dicembre 1673 - 19 ottobre 1676 nominato vescovo di Luc'k)
- Stanisław Jacek Święcicki † (8 febbraio 1677 - ottobre 1696 deceduto)
  - Sede vacante (1696-1699)
- Mikołaj Wyżycki † (11 aprile 1699 - 5 gennaio 1705 deceduto)
- Kazimierz Łubieński † (14 dicembre 1705 - 7 maggio 1710 nominato vescovo di Cracovia)
- Teodor Wolff von Ludinghausen, S.I. † (10 novembre 1710 - 9 maggio 1712 deceduto)
- Krzysztof Andrzej Jan Szembek † (22 maggio 1713 - 15 marzo 1719 nominato vescovo di Przemyśl)
- Aleksander Antoni Fredro † (29 marzo 1719 - 27 settembre 1724 nominato vescovo di Przemyśl)
- Jan Feliks Szaniawski † (29 gennaio 1725 - 17 dicembre 1733 deceduto)
  - Sede vacante (1733-1736)
- Józef Eustachy Szembek † (19 novembre 1736 - 29 gennaio 1753 nominato vescovo di Płock)
- Walenty Wężyk † (9 aprile 1753 - 22 aprile 1765 nominato vescovo di Przemyśl)
- Feliks Paweł Turski † (22 aprile 1765 - 4 marzo 1771 nominato vescovo di Luc'k)
- Antoni Onufry Okęcki † (4 marzo 1771 - 20 marzo 1780 succeduto[13] vescovo di Poznań)
- Jan Alojzy Aleksandrowicz † (20 marzo 1780 succeduto - 12 settembre 1781 deceduto)
- Maciej Grzegorz Garnysz † (10 dicembre 1781 - 6 ottobre 1790 deceduto)
- Wojciech Skarszewski † (29 novembre 1790 - 12 luglio 1824 nominato arcivescovo di Varsavia)
- Józef Marceli Dzięcielski † (19 dicembre 1825 - 14 febbraio 1839 deceduto)
  - Sede vacante (1839-1852)
- Wincenty a Paulo Pieńkowski † (27 settembre 1852 - 21 novembre 1863 deceduto)
  - Sede vacante (1863-1871)
- Walenty Baranowski † (22 dicembre 1871 - 12 agosto 1879 deceduto)
- Kazimierz Józef Wnorowski † (15 marzo 1883 - 20 aprile 1885 deceduto)
  - Sede vacante (1885-1889)
- Franciszek Jaczewski † (30 dicembre 1889 - 23 luglio 1914 deceduto)
  - Sede vacante (1914-1918)
- Marian Leon Fulman † (24 settembre 1918 - 18 dicembre 1945 deceduto)
- Beato Stefan Wyszyński † (25 marzo 1946 - 12 novembre 1948 nominato arcivescovo di Gniezno e di Varsavia)
- Piotr Kałwa † (30 maggio 1949 - 17 luglio 1974 deceduto)
- Bolesław Pylak † (27 giugno 1975 - 14 giugno 1997 ritirato)
- Józef Mirosław Życiński † (14 giugno 1997 - 10 febbraio 2011 deceduto)
- Stanisław Budzik, dal 26 settembre 2011

## Statistiche
L'arcidiocesi nel 2021 su una popolazione di 1.103.486 persone contava 1.049.858 battezzati, corrispondenti al 95,1% del totale.
| anno | popolazione | popolazione | popolazione | presbiteri | presbiteri | presbiteri | presbiteri                | diaconi | religiosi | religiosi | parrocchie |
| anno | battezzati  | totale      | %           | numero     | secolari   | regolari   | battezzati per presbitero | diaconi | uomini    | donne     | parrocchie |
| ---- | ----------- | ----------- | ----------- | ---------- | ---------- | ---------- | ------------------------- | ------- | --------- | --------- | ---------- |
| 1949 | 1.115.000   | 1.126.000   | 99,0        | 471        | 415        | 56         | 2.367                     |         | 84        | 628       | 251        |
| 1970 | 1.411.500   | 1.615.000   | 87,4        | 768        | 645        | 123        | 1.837                     |         | 165       | 1.028     | 253        |
| 1980 | 1.492.520   | 1.739.360   | 85,8        | 873        | 721        | 152        | 1.709                     |         | 220       | 923       | 274        |
| 1990 | 1.554.010   | 1.793.678   | 86,6        | 1.098      | 918        | 180        | 1.415                     |         | 359       | 1.100     | 403        |
| 1999 | 1.028.977   | 1.064.557   | 96,7        | 1.228      | 987        | 241        | 837                       |         | 415       | 742       | 252        |
| 2000 | 1.032.007   | 1.049.797   | 98,3        | 1.272      | 1.021      | 251        | 811                       |         | 422       | 809       | 253        |
| 2001 | 1.049.435   | 1.070.017   | 98,1        | 1.146      | 936        | 210        | 915                       |         | 398       | 752       | 252        |
| 2002 | 1.039.400   | 1.066.467   | 97,5        | 1.266      | 1.061      | 205        | 821                       |         | 405       | 677       | 254        |
| 2003 | 1.093.215   | 1.124.414   | 97,2        | 1.267      | 1.060      | 207        | 862                       |         | 405       | 684       | 254        |
| 2004 | 1.070.000   | 1.097.570   | 97,5        | 1.370      | 1.148      | 222        | 781                       |         | 402       | 723       | 256        |
| 2013 | 1.024.394   | 1.132.984   | 90,4        | 1.569      | 1.335      | 234        | 652                       |         | 293       | 614       | 269        |
| 2016 | 1.054.371   | 1.092.361   | 96,5        | 1.043      | 828        | 215        | 1.010                     |         | 277       | 576       | 271        |
| 2019 | 1.027.421   | 1.079.144   | 95,2        | 1.023      | 832        | 191        | 1.004                     |         | 251       | 534       | 271        |
| 2021 | 1.049.858   | 1.103.486   | 95,1        | 986        | 804        | 182        | 1.064                     |         | 232       | 485       | 271        |